# Formule 1 in 1951
Het Formule 1-seizoen 1951 was het tweede FIA Formula One World Championship seizoen. Het begon op 27 mei en eindigde op 28 oktober na acht races. Het seizoen bevatte ook veertien races die niet meetelde voor het kampioenschap, maar wel toegankelijk waren voor Formule 1 wagens.
De races van dit kampioenschap waren toegankelijk voor FIA Formule 1 wagens, maar aan de Indianapolis 500 mochten alleen wagens meedoen die onder AAA-reglementen vielen.

## Samenvatting seizoen
Ferrari vormde met haar nieuwere auto’s met een 4.5-litermotor zonder supercharger een ware uitdaging voor het team van Alfa Romeo, dat het niet lukte zichzelf verder te ontwikkelen. Ondanks dat Alfa Romeo vier Europese races won en Juan Manuel Fangio kampioen werd, betekenden de drie overwinningen van Ferrari het einde voor de Alfa’s. Voor British Racing Motors (BRM) was de Grand Prix van Groot-Brittannië de enige verschijning in een kampioenschapsrace en de oude, langzame Talbots werden steeds vaker en heviger overtroffen.

## Kalender
| GP nr. | Ronde | Grand Prix              | Circuit                      | Plaats                 | Datum        |
| ------ | ----- | ----------------------- | ---------------------------- | ---------------------- | ------------ |
| 8      | 1     | GP van Zwitserland      | Stratencircuit Bremgarten    | Bern                   | 27 mei       |
| 9      | 2     | Indianapolis 500        | Indianapolis Motor Speedway  | Indianapolis (Indiana) | 30 mei       |
| 10     | 3     | GP van België           | Circuit de Spa-Francorchamps | Stavelot               | 17 juni      |
| 11     | 4     | GP van Frankrijk        | Circuit de Reims-Gueux       | Reims                  | 1 juli       |
| 12     | 5     | GP van Groot-Brittannië | Silverstone Circuit          | Silverstone            | 14 juli      |
| 13     | 6     | GP van Duitsland        | Nürburgring Nordschleife     | Nürburg                | 29 juli      |
| 14     | 7     | GP van Italië           | Autodromo Nazionale Monza    | Monza                  | 16 september |
| 15     | 8     | GP van Spanje           | Circuit Pedralbes            | Barcelona              | 28 oktober   |

## Ingeschreven teams en coureurs
De volgende teams en coureurs namen deel aan het 'FIA Wereldkampioenschap F1' 1951. Deze lijst is exclusief de teams die alleen meededen aan de Indianapolis 500.
| Inschrijving               | Constructeur  | Chassis         | Motor                                    | Banden | Coureur                    | Ronde        |
| -------------------------- | ------------- | --------------- | ---------------------------------------- | ------ | -------------------------- | ------------ |
| Ecurie Belge               | Talbot-Lago   | T26C            | Talbot 23CV 4.5 L6                       | D      | Johnny Claes               | 1, 3–8       |
| Philippe Étancelin         | Talbot-Lago   | T26C            | Talbot 23CV 4.5 L6                       | D      | Philippe Étancelin         | 1, 3–4, 6, 8 |
| Yves Giraud-Cabantous      | Talbot-Lago   | T26C            | Talbot 23CV 4.5 L6                       | D      | Yves Giraud-Cabantous      | 1, 3–4, 6–8  |
| Yves Giraud-Cabantous      | Talbot-Lago   | T26C            | Talbot 23CV 4.5 L6                       | D      | Guy Mairesse               | 1, 4         |
| Ecurie Rosier              | Talbot-Lago   | T26C            | Talbot 23CV 4.5 L6                       | D      | Louis Rosier               | 1, 3–8       |
| Ecurie Rosier              | Talbot-Lago   | T26C            | Talbot 23CV 4.5 L6                       | D      | Henri Louveau              | 1            |
| Ecurie Rosier              | Talbot-Lago   | T26C            | Talbot 23CV 4.5 L6                       | D      | Louis Chiron               | 3–8          |
| HW Motors                  | HWM           | 51              | Alta 2.0 L4s                             | D      | George Abecassis           | 1            |
| HW Motors                  | HWM           | 51              | Alta 2.0 L4s                             | D      | Stirling Moss              | 1            |
| Scuderia Ferrari           | Ferrari       | 125 375         | Ferrari 125 1.5 V12s Ferrari 375 4.5 V12 | D P    | Peter Whitehead            | 1            |
| Scuderia Ferrari           | Ferrari       | 125 375         | Ferrari 125 1.5 V12s Ferrari 375 4.5 V12 | D P    | Luigi Villoresi            | 1, 3–8       |
| Scuderia Ferrari           | Ferrari       | 125 375         | Ferrari 125 1.5 V12s Ferrari 375 4.5 V12 | D P    | Alberto Ascari             | 1, 3–8       |
| Scuderia Ferrari           | Ferrari       | 125 375         | Ferrari 125 1.5 V12s Ferrari 375 4.5 V12 | D P    | Piero Taruffi              | 1, 3, 6–8    |
| Scuderia Ferrari           | Ferrari       | 125 375         | Ferrari 125 1.5 V12s Ferrari 375 4.5 V12 | D P    | José Froilán González      | 4–8          |
| Alfa Romeo SpA             | Alfa Romeo    | 159             | Alfa Romeo 158 1.5 L8s                   | P      | Giuseppe Farina            | 1, 3–8       |
| Alfa Romeo SpA             | Alfa Romeo    | 159             | Alfa Romeo 158 1.5 L8s                   | P      | Juan Manuel Fangio         | 1, 3–8       |
| Alfa Romeo SpA             | Alfa Romeo    | 159             | Alfa Romeo 158 1.5 L8s                   | P      | Toulo de Graffenried       | 1, 7–8       |
| Alfa Romeo SpA             | Alfa Romeo    | 159             | Alfa Romeo 158 1.5 L8s                   | P      | Consalvo Sanesi            | 1, 3–5       |
| Alfa Romeo SpA             | Alfa Romeo    | 159             | Alfa Romeo 158 1.5 L8s                   | P      | Luigi Fagioli              | 4            |
| Alfa Romeo SpA             | Alfa Romeo    | 159             | Alfa Romeo 158 1.5 L8s                   | P      | Felice Bonetto             | 5–8          |
| Alfa Romeo SpA             | Alfa Romeo    | 159             | Alfa Romeo 158 1.5 L8s                   | P      | Paul Pietsch               | 6            |
| Enrico Platé               | Maserati      | 4CLT/48         | Maserati 4CLT 1.5 L4s                    | P      | Louis Chiron               | 1            |
| Enrico Platé               | Maserati      | 4CLT/48         | Maserati 4CLT 1.5 L4s                    | P      | Harry Schell               | 1, 4         |
| Enrico Platé               | Maserati      | 4CLT/48         | Maserati 4CLT 1.5 L4s                    | P      | Toulo de Graffenried       | 4, 6         |
| Ecurie Espadon             | Ferrari       | 212 166         | Ferrari 375 2.5 V12                      | P      | Rudi Fischer               | 1, 6–7       |
| José Froilán González      | Talbot-Lago   | T26C            | Talbot 23CV 4.5 L6                       | D      | José Froilán González      | 1            |
| Peter Hirt                 | Veritas       | Meteor          | Veritas 2.0 L6                           | P      | Peter Hirt                 | 1            |
| Ecurie Belgique            | Talbot-Lago   | T26C            | Talbot 23CV 4.5 L6                       | D      | André Pilette              | 3            |
| Ecurie Belgique            | Talbot-Lago   | T26C            | Talbot 23CV 4.5 L6                       | D      | Jacques Swaters            | 6–7          |
| Pierre Levegh              | Talbot-Lago   | T26C            | Talbot 23CV 4.5 L6                       | D      | Pierre Levegh              | 3, 6–7       |
| Graham Whitehead           | Ferrari       | 125             | Ferrari 125 1.5 V12s                     | D      | Peter Whitehead            | 4            |
| GA Vandervell              | Ferrari       | 375             | Ferrari 375 4.5 V12                      | P      | Reg Parnell                | 4            |
| GA Vandervell              | Ferrari       | 375             | Ferrari 375 4.5 V12                      | P      | Peter Whitehead            | 5            |
| Equipe Gordini             | Simca-Gordini | 15 11           | Gordini 15C 1.5 L4s                      | E      | Robert Manzon              | 4, 6–8       |
| Equipe Gordini             | Simca-Gordini | 15 11           | Gordini 15C 1.5 L4s                      | E      | Maurice Trintignant        | 4, 6, 8      |
| Equipe Gordini             | Simca-Gordini | 15 11           | Gordini 15C 1.5 L4s                      | E      | André Simon                | 4, 6–8       |
| Equipe Gordini             | Simca-Gordini | 15 11           | Gordini 15C 1.5 L4s                      | E      | Aldo Gordini               | 4            |
| Equipe Gordini             | Simca-Gordini | 15 11           | Gordini 15C 1.5 L4s                      | E      | Jean Behra                 | 7            |
| Eugène Chaboud             | Talbot-Lago   | T26C            | Talbot 23CV 4.5 L6                       | D      | Eugène Chaboud             | 4            |
| Scuderia Milano            | Maserati      | 4CLT/50 4CLT/48 | Milano 1.5 L4s Maserati 4CLT 1.5 L4s     | P      | Onofre Marimon             | 4            |
| Scuderia Milano            | Maserati      | 4CLT/50 4CLT/48 | Milano 1.5 L4s Maserati 4CLT 1.5 L4s     | P      | Francisco Godia-Sales      | 8            |
| Scuderia Milano            | Maserati      | 4CLT/50 4CLT/48 | Milano 1.5 L4s Maserati 4CLT 1.5 L4s     | P      | Juan Jover                 | 8            |
| Joe Kelly                  | Alta          | GP              | Alta 1.5 L4s                             | D      | Joe Kelly                  | 5            |
| BRM Ltd                    | BRM           | P15             | BRM P15 1.5 V16s                         | D      | Reg Parnell                | 5, 7         |
| BRM Ltd                    | BRM           | P15             | BRM P15 1.5 V16s                         | D      | Peter Walker               | 5            |
| BRM Ltd                    | BRM           | P15             | BRM P15 1.5 V16s                         | D      | Ken Richardson             | 7            |
| BRM Ltd                    | BRM           | P15             | BRM P15 1.5 V16s                         | D      | Hans Stuck                 | 7            |
| Bob Gerard                 | ERA           | B               | ERA 1.5 L6s                              | D      | Bob Gerard                 | 5            |
| Brian Shawe-Taylor         | ERA           | B               | ERA 1.5 L6s                              | D      | Brian Shawe-Taylor         | 5            |
| Scuderia Ambrosiana        | Maserati      | 4CLT/48         | Maserati 4CLT 1.5 L4s                    | D      | David Murray               | 5–6          |
| John James                 | Maserati      | 4CLT/48         | Maserati 4CLT 1.5 L4s                    | D      | John James                 | 5            |
| Philip Fotheringham-Parker | Maserati      | 4CL             | Maserati 4CLT 1.5 L4s                    | D      | Philip Fotheringham-Parker | 5            |
| Duncan Hamilton            | Talbot-Lago   | T26C            | Talbot 23CV 4.5 L6                       | D      | Duncan Hamilton            | 5–6          |
| Toni Branca                | Maserati      | 4CLT/48         | Maserati 4CLT 1.5 L4s                    | P      | Toni Branca                | 6            |
| Francisco Landi            | Ferrari       | 375             | Ferrari 375 4.5 V12                      | P      | Chico Landi                | 7            |
| Peter Whitehead            | Ferrari       | 125             | Ferrari 125 1.5 V12s                     | D      | Peter Whitehead            | 7            |
| OSCA Automobili            | OSCA          | OSCA 4500G      | OSCA 4500 4.5 V12                        | P      | Franco Rol                 | 7            |
| Prince Bira                | Maserati      | 4CLT/48         | OSCA 4500 4.5 V12                        | P      | Prince Bira                | 8            |
| Georges Grignard           | Talbot-Lago   | T26C            | Talbot 23CV 4.5 L6                       | D      | Georges Grignard           | 8            |

## Resultaten en klassement

### Grands Prix
| Ronde | Grand Prix              | Poleposition          | Snelste ronde      | Winnende coureur                 | Winnende constructeur    | Banden | Verslag |
| ----- | ----------------------- | --------------------- | ------------------ | -------------------------------- | ------------------------ | ------ | ------- |
| 1     | GP van Zwitserland      | Juan Manuel Fangio    | Juan Manuel Fangio | Juan Manuel Fangio               | Alfa Romeo               | P      | Verslag |
| 2     | Indianapolis 500        | Duke Nalon            | Lee Wallard        | Lee Wallard                      | Kurtis Kraft-Offenhauser | F      | Verslag |
| 3     | GP van België           | Juan Manuel Fangio    | Juan Manuel Fangio | Giuseppe Farina                  | Alfa Romeo               | P      | Verslag |
| 4     | GP van Frankrijk        | Juan Manuel Fangio    | Juan Manuel Fangio | Juan Manuel Fangio Luigi Fagioli | Alfa Romeo               | P      | Verslag |
| 5     | GP van Groot-Brittannië | José Froilán González | Giuseppe Farina    | José Froilán González            | Ferrari                  | P      | Verslag |
| 6     | GP van Duitsland        | Alberto Ascari        | Juan Manuel Fangio | Alberto Ascari                   | Ferrari                  | P      | Verslag |
| 7     | GP van Italië           | Juan Manuel Fangio    | Giuseppe Farina    | Alberto Ascari                   | Ferrari                  | P      | Verslag |
| 8     | GP van Spanje           | Alberto Ascari        | Juan Manuel Fangio | Juan Manuel Fangio               | Alfa Romeo               | P      | Verslag |

### Puntentelling
Punten worden toegekend aan de top vijf geklasseerde coureurs, en 1 punt voor de coureur die de snelste ronde heeft gereden in de race. 
| Positie | 0;1e0 | 02e0 | 03e0 | 04e0 | 05e0 | 0S0 |
| Punten  | 8     | 6    | 4    | 3    | 2    | 1   |

### Klassement bij de coureurs
Slechts de beste vier van de acht resultaten telden mee voor het kampioenschap, resultaten die tussen haakjes staan telden daarom niet mee voor het kampioenschap. Bij "Punten" staan de getelde kampioenschapspunten gevolgd door de totaal behaalde punten tussen haakjes. Punten werden verdeeld als meerdere coureurs één auto hadden gedeeld. Daarbij werd niet gekeken naar het aantal ronden dat elke coureur had gereden.
| Pos. | Coureur                    | ZWI | 500  | BEL   | FRA          | GBR    | DUI | ITA       | SPA  | Punten  |
| ---- | -------------------------- | --- | ---- | ----- | ------------ | ------ | --- | --------- | ---- | ------- |
| 1    | Juan Manuel Fangio         | 1PS |      | 9P(S) | (1S)^ / 11P^ | 2      | 2S  | DNFP      | 1S   | 31 (37) |
| 2    | Alberto Ascari             | 6   |      | 2     | 2^           | DNF    | 1P  | 1         | (4P) | 25 (28) |
| 3    | José Froilán González      | DNF |      |       | (2)^         | 1P     | 3   | 2         | 2    | 24 (27) |
| 4    | Giuseppe Farina            | 3   |      | 1     | (5)          | DNF(S) | DNF | 3S^ / DNF | 3    | 19 (22) |
| 5    | Luigi Villoresi            | DNF |      | 3     | 3            | 3      | 4   | (4)       | DNF  | 15 (18) |
| 6    | Piero Taruffi              | 2   |      | DNF   |              |        | 5   | 5         | DNF  | 10      |
| 7    | Lee Wallard                |     | 1S   |       |              |        |     |           |      | 9       |
| 8    | Felice Bonetto             |     |      |       |              | 4      | DNF | 3^        | 5    | 7       |
| 9    | Mike Nazaruk               |     | 2    |       |              |        |     |           |      | 6       |
| 10   | Reg Parnell                |     |      |       | 4            | 5      |     | DNS       |      | 5       |
| 11   | Luigi Fagioli              |     |      |       | 1^ / 11^     |        |     |           |      | 4       |
| 12   | Consalvo Sanesi            | 4   |      | DNF   | 10           | 6      |     |           |      | 3       |
| 13   | Louis Rosier               | 9   |      | 4     | DNF          | 10     | 8   | 7         | 7    | 3       |
| 14   | Andy Linden                |     | 4    |       |              |        |     |           |      | 3       |
| 15   | Manny Ayulo                |     | 3^   |       |              |        |     |           |      | 2       |
| 16   | Jack McGrath               |     | 3^   |       |              |        |     |           |      | 2       |
| 17   | Toulo de Graffenried       | 5   |      |       | DNF          |        | DNF | DNF       | 6    | 2       |
| 18   | Yves Giraud-Cabantous      | DNF |      | 5     | 7            |        | DNF | 8         | DNF  | 2       |
| 19   | Bobby Ball                 |     | 5    |       |              |        |     |           |      | 2       |
| 20   | Louis Chiron               | 7   |      | DNF   | 6            | DNF    | DNF | DNF       | DNF  | 0       |
| 21   | Rudolf Fischer             | 11  |      |       |              |        | 6   | DNS       |      | 0       |
| 22   | André Simon                |     |      |       | DNF          |        | DNF | 6         | DNF  | 0       |
| 23   | Henry Banks                |     | 6    |       |              |        |     |           |      | 0       |
| 23   | André Pilette              |     |      | 6     |              |        |     |           |      | 0       |
| 25   | Robert Manzon              |     |      |       | DNF          |        | 7   | DNF       | 9    | 0       |
| 26   | Johnny Claes               | 13  |      | 7     | DNF          | 13     | 11  | DNF       | DNF  | 0       |
| 27   | Carl Forberg               |     | 7    |       |              |        |     |           |      | 0       |
| 27   | Peter Walker               |     |      |       |              | 7      |     |           |      | 0       |
| 29   | Pierre Levegh              |     |      | 8     |              |        | 9   | DNF       |      | 0       |
| 30   | Philippe Étancelin         | 10  |      | DNF   | DNF          |        | DNF |           | 8    | 0       |
| 31   | Stirling Moss              | 8   |      |       |              |        |     |           |      | 0       |
| 31   | Duane Carter               |     | 8    |       |              |        |     |           |      | 0       |
| 31   | Eugene Chaboud             |     |      |       | 8            |        |     |           |      | 0       |
| 31   | Brian Shawe-Taylor         |     |      |       |              | 8      |     |           |      | 0       |
| 35   | Guy Mairesse               | 14  |      |       | 9            |        |     |           |      | 0       |
| 36   | Peter Whitehead            | DNF |      |       | DNF          | 9      |     | DNF       |      | 0       |
| 37   | Franco Rol                 |     |      |       |              |        |     | 9         |      | 0       |
| 38   | Jacques Swaters            |     |      |       |              |        | 10  | DNF       |      | 0       |
| 39   | Paco Godia                 |     |      |       |              |        |     |           | 10   | 0       |
| 40   | Bob Gerard                 |     |      |       |              | 11     |     |           |      | 0       |
| 41   | Harry Schell               | 12  |      |       | DNF          |        |     |           |      | 0       |
| 41   | Duncan Hamilton            |     |      |       |              | 12     | DNF |           |      | 0       |
| —    | Joe Kelly                  |     |      |       |              | NC     |     |           |      | 0       |
| —    | Maurice Trintignant        |     |      |       | DNF          |        | DNF | DNS       | DNF  | 0       |
| —    | Henri Louveau              | DNF |      |       |              |        |     |           |      | 0       |
| —    | George Abecassis           | DNF |      |       |              |        |     |           |      | 0       |
| —    | Peter Hirt                 | DNF |      |       |              |        |     |           |      | 0       |
| —    | Tony Bettenhausen          |     | DNF  |       |              |        |     |           |      | 0       |
| —    | Duke Nalon                 |     | DNFP |       |              |        |     |           |      | 0       |
| —    | Gene Force                 |     | DNF  |       |              |        |     |           |      | 0       |
| —    | Sam Hanks                  |     | DNF  |       |              |        |     |           |      | 0       |
| —    | Bill Schindler             |     | DNF  |       |              |        |     |           |      | 0       |
| —    | Mauri Rose                 |     | DNF  |       |              |        |     |           |      | 0       |
| —    | Walt Faulkner              |     | DNF  |       |              |        |     |           |      | 0       |
| —    | Jimmy Davies               |     | DNF  |       |              |        |     |           |      | 0       |
| —    | Fred Agabashian            |     | DNF  |       |              |        |     |           |      | 0       |
| —    | Carl Scarborough           |     | DNF  |       |              |        |     |           |      | 0       |
| —    | Bill Mackey                |     | DNF  |       |              |        |     |           |      | 0       |
| —    | Chuck Stevenson            |     | DNF  |       |              |        |     |           |      | 0       |
| —    | Johnnie Parsons            |     | DNF  |       |              |        |     |           |      | 0       |
| —    | Cecil Green                |     | DNF  |       |              |        |     |           |      | 0       |
| —    | Troy Ruttman               |     | DNF  |       |              |        |     |           |      | 0       |
| —    | Duke Dinsmore              |     | DNF  |       |              |        |     |           |      | 0       |
| —    | Chet Miller                |     | DNF  |       |              |        |     |           |      | 0       |
| —    | Walt Brown                 |     | DNF  |       |              |        |     |           |      | 0       |
| —    | Rodger Ward                |     | DNF  |       |              |        |     |           |      | 0       |
| —    | Cliff Griffith             |     | DNF  |       |              |        |     |           |      | 0       |
| —    | Bill Vukovich              |     | DNF  |       |              |        |     |           |      | 0       |
| —    | George Connor              |     | DNF  |       |              |        |     |           |      | 0       |
| —    | Mack Hellings              |     | DNF  |       |              |        |     |           |      | 0       |
| —    | Johnny McDowell            |     | DNF  |       |              |        |     |           |      | 0       |
| —    | Joe James                  |     | DNF  |       |              |        |     |           |      | 0       |
| —    | Aldo Gordini               |     |      |       | DNF          |        |     |           |      | 0       |
| —    | Onofre Marimon             |     |      |       | DNF          |        |     |           |      | 0       |
| —    | Philip Fotheringham-Parker |     |      |       |              | DNF    |     |           |      | 0       |
| —    | David Murray               |     |      |       |              | DNF    |     |           |      | 0       |
| —    | John James                 |     |      |       |              | DNF    |     |           |      | 0       |
| —    | Paul Pietsch               |     |      |       |              |        | DNF |           |      | 0       |
| —    | Antonio Branca             |     |      |       |              |        | DNF |           |      | 0       |
| —    | Jean Behra                 |     |      |       |              |        |     | DNF       |      | 0       |
| —    | Chico Landi                |     |      |       |              |        |     | DNF       |      | 0       |
| —    | Georges Grignard           |     |      |       |              |        |     |           | DNF  | 0       |
| —    | Prince Bira                |     |      |       |              |        |     |           | DNF  | 0       |
| —    | Ken Richardson             |     |      |       |              |        |     | DNS       |      | 0       |
| Pos. | Coureur                    | ZWI | 500  | BEL   | FRA          | GBR    | DUI | ITA       | SPA  | Punten  |

| Resultaat                       |
| ------------------------------- |
| Winnaar                         |
| Tweede plaats                   |
| Derde plaats                    |
| Gefinisht (punten behaald)      |
| Gefinisht (geen punten behaald) |
| Niet geklasseerd (NC)           |
| Uitgevallen (DNF)               |
| Niet gekwalificeerd (DNQ)       |
| Gediskwalificeerd (DSQ)         |
| Niet gestart (DNS)              |
| Gewond (INJ)                    |
| Uitgesloten (EX)                |
| Teruggetrokken (WD)             |
| Niet deelgenomen (blanco cel)   |
| P Pole position                 |
| S Snelste ronde                 |

- ^ Positie (en eventueel punten) gedeeld door meerdere rijders van dezelfde wagen.

## Resultaten niet-kampioenschapsraces
| Grand Prix                     | Circuit                  | Plaats      | Datum        | Winnaar                    | Constructeur  | Verslag |
| ------------------------------ | ------------------------ | ----------- | ------------ | -------------------------- | ------------- | ------- |
| I Gran Premio di Siracusa      | Siracusa Circuit         | Syracuse    | 11 maart     | Luigi Villoresi            | Ferrari       | Verslag |
| XII Pau Grand Prix             | Circuit de Pau-Ville     | Pau         | 26 maart     | Luigi Villoresi            | Ferrari       | Verslag |
| III Richmond Trophy            | Goodwood Circuit         | Chichester  | 26 maart     | Birabongse Bhanubandh      | Maserati      | Verslag |
| VI San Remo Grand Prix         | Circuito di Ospedaletti  | Ospedaletti | 22 april     | Alberto Ascari             | Ferrari       | Verslag |
| I Grand Prix de Bordeaux       | Circuit Bordeaux         | Bordeaux    | 29 april     | Louis Rosier               | Talbot-Lago   | Verslag |
| III BRDC International Trophy  | Silverstone Circuit      | Silverstone | 5 mei        | Reg Parnell                | Ferrari       | Verslag |
| V Grand Prix de Paris          | Circuit Bois du Boulogne | Parijs      | 20 mei       | Giuseppe Farina            | Maserati      | Verslag |
| V Ulster Trophy                | Dundrod Circuit          | Dundrod     | 2 juni       | Giuseppe Farina            | Alfa Romeo    | Verslag |
| I Grand Prix van Schotland     | Winfield circuit         | Winfield    | 21 juli      | Philip Fotheringham-Parker | Maserati      | Verslag |
| II Grote Prijs van Nederland   | Circuit Park Zandvoort   | Zandvoort   | 22 juli      | Louis Rosier               | Talbot-Lago   | Verslag |
| XIII Grand Prix de l'Albigeois | Circuit des Planques     | Albi        | 5 augustus   | Maurice Trintignant        | Simca-Gordini | Verslag |
| XX Circuito di Pescara         | Pescara Circuit          | Pescara     | 15 augustus  | José Froilán González      | Ferrari       | Verslag |
| V Gran Premio di Bari          | Circuito del Lungomare   | Bari        | 2 september  | Juan Manuel Fangio         | Alfa Romeo    | Verslag |
| IV Goodwood Trophy             | Goodwood Circuit         | Chichester  | 29 september | Giuseppe Farina            | Alfa Romeo    | Verslag |

1950 · 1951 · 1952 · 1953 · 1954 · 1955 · 1956 · 1957 · 1958 · 1959 · 1960 · 1961 · 1962 · 1963 · 1964 · 1965 · 1966 · 1967 · 1968 · 1969 · 1970 · 1971 · 1972 · 1973 · 1974 · 1975 · 1976 · 1977 · 1978 · 1979 · 1980 · 1981 · 1982 · 1983 · 1984 · 1985 · 1986 · 1987 · 1988 · 1989 · 1990 · 1991 · 1992 · 1993 · 1994 · 1995 · 1996 · 1997 · 1998 · 1999 · 2000 · 2001 · 2002 · 2003 · 2004 · 2005 · 2006 · 2007 · 2008 · 2009 · 2010 · 2011 · 2012 · 2013 · 2014 · 2015 · 2016 · 2017 · 2018 · 2019 · 2020 · 2021 · 2022 · 2023 · 2024 · 2025 · 2026 
 Lijst van Formule 1 Grand Prix-wedstrijden